# Lütschine
De Lütschine is een 9,2 km lange en samen met de Schwarze Lütschine (de langste bronrivier) 29,8 km lange rivier in het Zwitserse Berner Oberland, in het kanton Bern. Het is een zuidelijke en linker zijrivier van de Brienzersee en dus indirect ook van de Aare. De Lütschine behoort tot het stroomgebied van de Rijn. De rivier ontwatert bekende bergdorpen als Grindelwald en Wengen en de noordelijke flanken van het Jungfraumassief.
De Lütschine is zelf geen bronrivier maar ontstaat bij de samenvloeiing van de Schwarzer en de Weisser Lütschine bij het dorp Zweilütschinen (46° 38′ NB, 7° 54′ OL) in de gemeente Gündlischwand en mondt uit in de Brienzersee direct ten noorden van het dorpscentrum van Bönigen.
De naam Lütschine komt van de Keltische naam leucos, leuca, wat "wit" of "helder, glanzend" betekent. Zo is de naam "Weisse Lütschine", die verwarrend genoeg twee bronrivieren in het Lütschinen-stroomgebied draagt, een pleonasme vanuit een letterlijk historisch oogpunt.
De Weisse Lütschine uit het Lauterbrunnental is de 19,4 kilometer lange, linker- en zuidelijke bronrivier van de Lütschine. Met zijn bovenloop, de Tschingel-Litschina, vormt het de uitloop van de Tschingelfirn gletsjer.De Weisse Lütschine heeft verschillende zijrivieren die langs hoge watervallen over de steile rotswanden in het Lauterbrunnental duiken, waaronder de Staubbachwatervallen, de Trümmelbachwatervallen en de Schmadribachwatervallen. Met een hoogteverschil van 417 meter worden de Mürrenbachwatervallen beschouwd als de hoogste waterval van Zwitserland. Ten slotte voegt de Weisse Lütschine zich op een hoogte van 646 m boven de zeespiegel bij de Schwarze Lütschine, die vanuit het oosten binnenstroomt, om de (Verenigde) Lütschine te vormen.
De Schwarze Lütschine stromend van Grindelwald is de 20,6 km lange rechter- en oostelijke bronrivier van de Lütschine. Deze ontwatert de Hoge Grindelwald- en de Lage Grindelwaldgletsjer. De 2,7 kilometer korte uitstroom van deze laatste wordt op zijn beurt ook Weisse Lütschine genoemd (waterloopnummer 5709) en mondt uit in de Schwarze Lütschine in de dalbodem onder Grindelwald. Boven deze samenvloeiing classificeert het Zwitserse federale bureau voor het milieu de Schwarze Lütschine als een beek, terwijl de korte Weisse Lütschine als een rivier wordt geclassificeerd. Bij Zweilütschinen en de voornoemde samenvloeiing vanuit het zuiden gaat de Schwarze Lütschine uiteindelijk over in de Lütschine.
Een groot deel van het tracé van Lutschine en de twee bronrivieren wordt gevolgd door de spoorbedding van de spoorlijn Interlaken - Lauterbrunnen / Grindelwald, de hoofdlijn van de bergspooronderneming Berner Oberland Bahn (BOB). Bij Lütschinenbrücke overbrugt de lijn Thun - Interlaken, een traject uitgebaat door de Thunerseebahn, de Lütschine vlak bij zijn monding.